# Orcier
Orcier – miejscowość i gmina we Francji, w regionie Owernia-Rodan-Alpy, w departamencie Górna Sabaudia.
Według danych na rok 1990 gminę zamieszkiwały 594 osoby, a gęstość zaludnienia wynosiła 63 osób/km² (wśród 2880 gmin regionu Rodan-Alpy Orcier plasuje się na 1067 miejscu pod względem liczby ludności, natomiast pod względem powierzchni na miejscu 1166).